# Around the Block
Around the Block è un film del 2013 diretto da Sarah Spillane.

## Trama
Un'insegnante di recitazione americana di nome Dino Chalmers, che ha una passione per Shakespeare, ha l'opportunità di lavorare in una scuola a Sydney, in Australia, dove tenta di introdurre il teatro come alternativa alla vita nelle difficili strade del quartiere di Redfern. 
Incontra uno studente aborigeno di 16 anni di nome Liam che vive a Redfern e vive una vita di droga e violenza. Chalmers offre a Liam la possibilità di una vita senza droghe e violenza, mettendolo alla guida della produzione della rappresentazione dell'Amleto, il ragazzo si trova di fronte ad una scelta: perseguire il suo nuovo sogno di recitare o seguire la sua famiglia in un ciclo di criminalità. 
Dino ha inoltre una relazione infelice con il suo ragazzo e occasionalmente si ritrova all'esterno di un negozio ad osservare una donna. In seguito viene rivelato che la donna è in realtà un ex amante di Dino,  la relazione è andata in pezzi poiché Dino non è stata in grado di venire a patti con se stessa. Dino in seguito rompe con il suo ragazzo dopo aver fatto sesso con una donna di nome Hannah e si rende conto che non vuole stare con lui. In seguito tenta di riconciliarsi con la sua ex amante, ma questa si rifiuta perché considera la storia finita. Liam è ricercato per essere interrogato dalla polizia dopo che suo fratello ha ucciso un uomo, la polizia permette a Liam di finire lo spettacolo teatrale prima di portarlo via.

## Distribuzione
Il primo trailer del film è stato distribuito online il 31 agosto, 2013. Il film viene presentato al Toronto International Film Festival il 6 settembre 2013.